# Bayosaurus
Bayosaurus je neformální jméno, přiřazené fosíliím dosud nepopsaného teropodního dinosaura. Stanovili jej paleontologové Rodolfo Coria, Philip J. Currie a Paulina Carabajal v roce 2006. Jméno se objevuje na několika internetových dinosauřích seznamech. 
Šlo o abelisauroida, žijícího v období turonu (pozdní křída) na území provincie Neuquén v Argentině. Dinosaurus měřil asi 4 metry na délku a materiál sestává z obratlů, částí pánevních kostí a dalších fragmentů.